# Distrito Financiero (San Francisco)

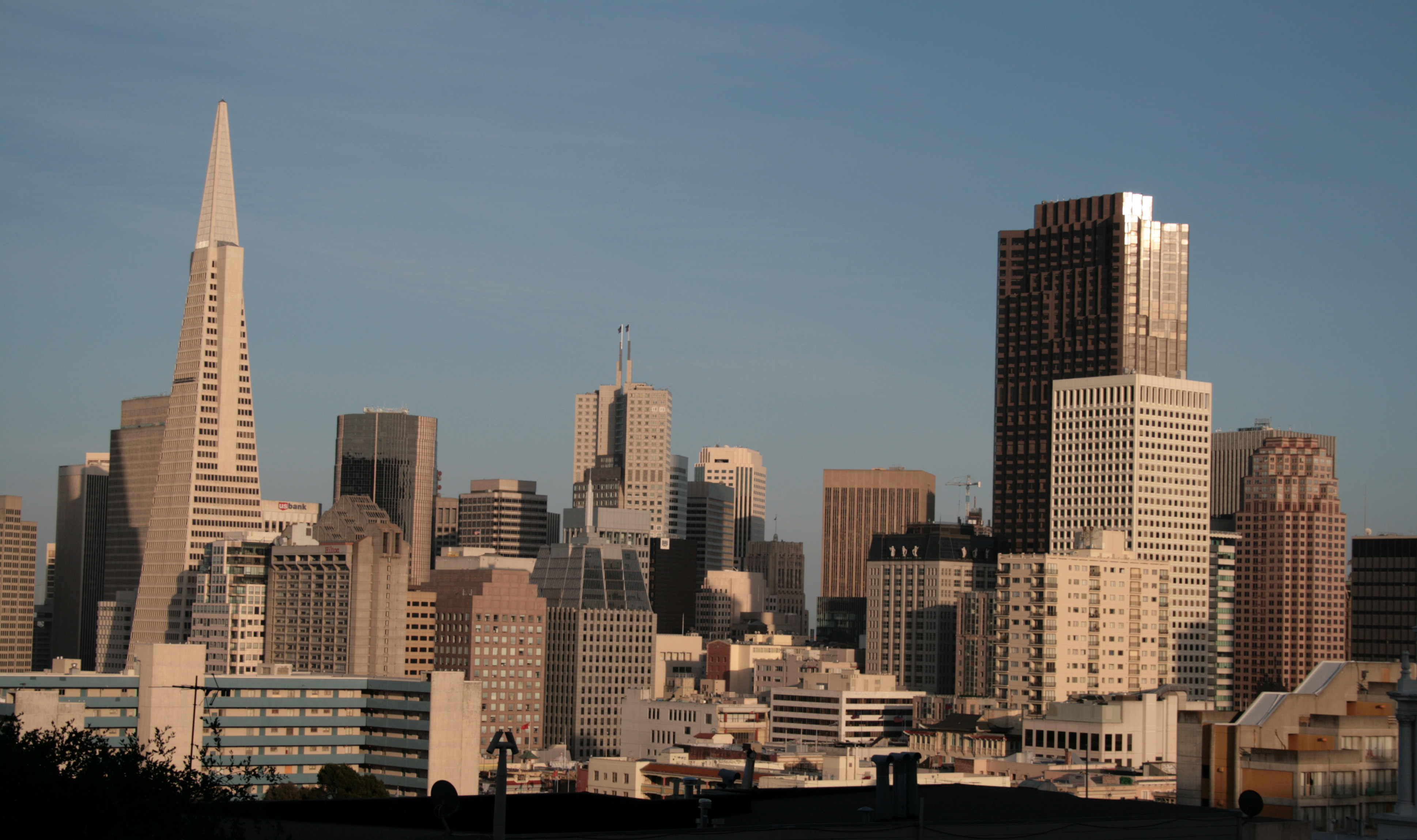
Vista del Distrito Financiero de San Francisco.

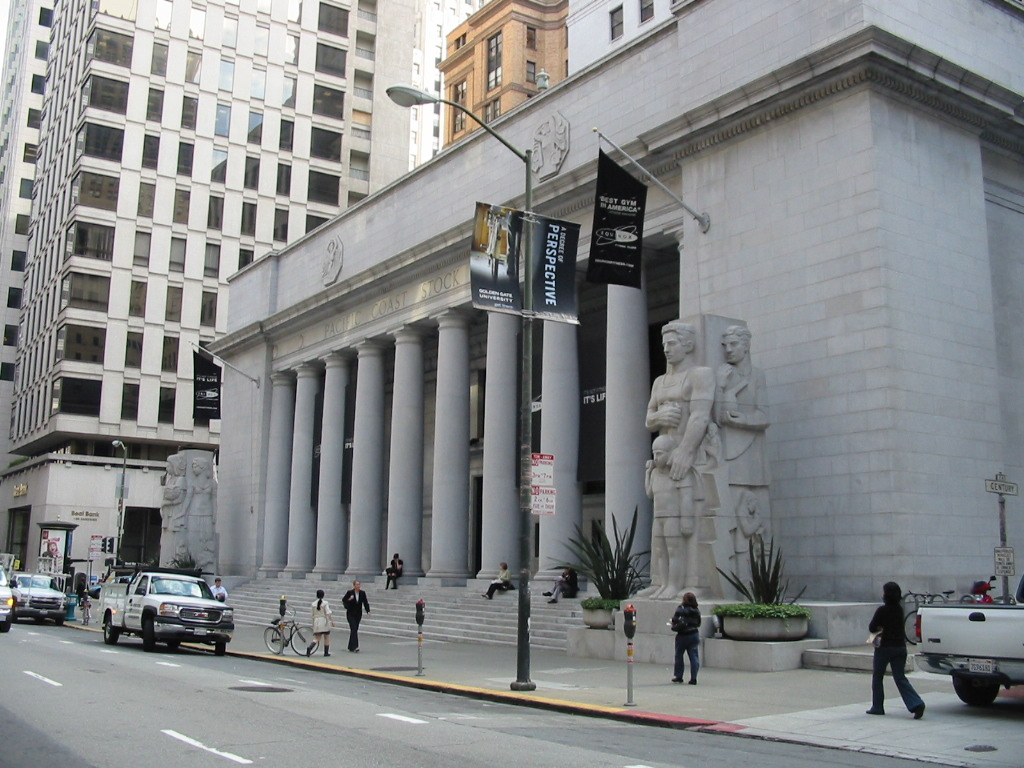
Sede de la antigua Bolsa del Pacífico (Pacific Stock Exchange) en Pine Street, en el Distrito Financiero.

El Distrito Financiero (en inglés, Financial District) es un barrio de San Francisco, California, que ejerce como principal distrito central de negocios. El apodo "FiDi" se emplea a menudo, semejante al cercano barrio de SoMa (South of Market).

## Localización
La zona se caracteriza por un imponente grupo de altas torres de edificios situados entre el este de Grant Avenue del distrito comercial de Union Square, Sacramento Street y Columbus Street, el sur de Chinatown y North Beach, y el Embarcadero, que bordea el astillero. Los rascacielos más altos de la metrópoli están ubicados en el Distrito Financiero y entre ellos se incluyen 555 California Street, la Pirámide Transamérica, 101 California Street o 345 California Center.

## Atracciones
En este distrito están la gran mayoría de las oficinas corporativas, bancos, bufetes de abogados y otras instituciones financieras, tales como las oficinas principales de VISA, Wells Fargo Bank, Charles Schwab Corporation, McKesson Corporation, Barclays Global Investors, Gap, el Union Bank of California y salesforce.com, entre otras. Las oficinas del 12º distrito de la Reserva Federal de los Estados Unidos están emplazadas en este barrio. Montgomery Street (conocido como el "Wall Street del Oeste") es el tradicional corazón del distrito. Existen, también, numerosos centros comerciales como el Crocker Galleria, el Embarcadero Center, el Ferry Building y el complejo Rincon Center.